# Salvata dal Titanic
Salvata dal Titanic (Saved from the Titanic) è un cortometraggio muto del 1912 diretto da Étienne Arnaud. È il primo film realizzato sul disastro del RMS Titanic insieme a Die Katastrophe der Titanic, prodotto dalla Gaumont.
Protagonista era l'attrice Dorothy Gibson, la quale era stata realmente passeggera di prima classe assieme alla madre a bordo del Titanic, e sopravvissuta al naufragio. Pochi giorni dopo essere giunta a New York in seguito al naufragio del Titanic, Dorothy iniziò le riprese del film, in cui interpretava il ruolo di se stessa.

## Trama
Miss Dorothy racconta, attraverso dei flashback, al fidanzato e ai genitori il naufragio della nave e il suo salvataggio.

## Produzione
Il film fu prodotto dall'Eclair American. Girato in meno di due settimane in bianco e nero, il film fu uno dei primi ad essere colorati a mano. Due scene furono girate in Kinemacolor: il ritorno di Dorothy dai genitori dopo che era stata ritenuta morta e la scena finale, dove il padre la dà in sposa al suo fidanzato. La Gibson girò il film indossando lo stesso abito da sera che aveva addosso la notte del naufragio.

## Distribuzione
Distribuito dalla Motion Picture Distributors and Sales Company, il film - un cortometraggio in una bobina - uscì nelle sale cinematografiche di New York il 14 maggio del 1912 ottenendo un grande successo di pubblico. Nel Regno Unito, il film venne presentato in sala il 25 luglio 1912 con il titolo A Survivor of the Titanic
L'unica copia esistente della pellicola che si conosceva è andata perduta nell'incendio che distrusse gli Eclair Studios nel 1914 e il film si ritiene perduto.